# Félix Cumbé
Fritz Sterlin Odine, conocido artísticamente como Félix Cumbé, (Puerto Príncipe, 4 de agosto de 1964 - Santo Domingo, 11 de febrero de 2025) fue un compositor y cantante haitiano naturalizado dominicano, reconocido por su contribución al merengue y la bachata.

## Biografía
Cumbé nació en Haití y emigró a la República Dominicana a la edad de 13 años. Su carrera musical comenzó en la década de 1980 con su sencillo El Gatico, escrito para la orquesta de Aníbal Bravo. Su popularidad creció con temas como Feliz Cumbé y Déjame volver, este último interpretado junto a Fernando Villalona.
Tras dejar la orquesta de Aníbal Bravo, Félix Cumbé formó su propia agrupación y, posteriormente, se trasladó a Haití, donde creó la orquesta Super Star, alcanzando un notable éxito durante tres años. Tras este periodo, regresó a la República Dominicana, donde formó su grupo de bachata. Su primera producción fue Felix Cumbé bachateando, seguida de Rompecorazones, Eso da pa' to', El inmigrante, La cuchibalba, Tú no 'ta' pa' mí, La punta temblorosa y, finalmente, El tíguere que pulla.
Félix Cumbé estuvo casado con Fanny Carolina Adames, su mánager, con quien tuvo dos hijos: Katty Sterlin Adames y Jehovi Sterlin Adames.
En 2012  regresó a los espectáculos con Tu no ta pa mi (Y yo aquí como un ma'icón).
En diciembre de 2022, Félix Cumbé se naturalizó dominicano. 
En 2024, un remix con el exponente Crazy Design de su antiguo éxito Fui-fua se hizo viral en la red social TikTok.

#### Fallecimiento
Félix Cumbé, reconocido por su trayectoria en el merengue y la bachata, enfrentó complicaciones de salud tras sufrir un accidente cerebrovascular (ACV) en mayo de 2024. Este episodio tuvo un impacto en su estado físico, requiriendo tratamiento y cuidados médicos continuos en los meses siguientes.
A pesar de su esfuerzo por recuperarse y mostrar señales de mejoría, su salud continuó siendo frágil. En los días previos a su muerte, Cumbé fue ingresado en el hospital Cedimat debido a complicaciones de salud, con problemas relacionados con su corazón y pulmones, que ya lo mantenían bajo observación médica.
El 11 de febrero de 2025 a los 60 años, durante un procedimiento de cateterismo en Cedimat, el artista sufrió varios paros cardíacos que lo llevaron a la unidad de cuidados intensivos, donde, lamentablemente, falleció. La causa de su muerte fue atribuida a estos paros cardiacos ocurridos durante la intervención médica, que, combinado con su estado de salud comprometido, resultaron fatales. Félix Cumbé, cuyo nombre real era Critz Sterlin, dejó un legado musical imborrable, especialmente por su éxito en la bachata con temas como Fui, fua.

## Discografía
- 1987, Juanita, la cafetera
- 1992, Fiesta Party [14]
- 1995, La fugadora
- 1997, Eso sí 'ta duro
- 1999, Bachateando
- 1999, Rompecorazones
- 2002, El inmigrante [15]
- 2002, Eso da pa' to'
- 2012, Por una rata
- 2013, Tú no 'ta' pa' mí (Como un ma'icón)
- 2015, La punta temblorosa
- 2016, Un tíguere que pulla